# Jesper Swedenborg (ingenjör)
Jesper Peder Emanuel Swedenborg, född 5 juni 1899 i Hjo, död 20 maj 1977 i Varberg, var en svensk väg- och vattenbyggnadsingenjör.
Swedenborg var bror till Håkan Swedenborg.
Swedenborg, som var son till kassör Karl Gustaf Swedenborg och Ebba Olsén, utexaminerades från Chalmers tekniska institut 1923. Han var anställd vid Borås stads byggnadskontor 1923–1925, vid Allmänna Ingenjörsbyrån AB i Stockholm 1925–1927, andre stadsingenjör i Skövde stad 1927–1931, stadsingenjör i Falu stad 1931–1936 och stadsingenjör i Malmö stad 1937–1964. Han företog studieresor till Tyskland och England.